# Adin Džafić
Adin Džafić (Srebrenik, 21 maggio 1989) è un ex calciatore bosniaco, di ruolo attaccante.